# Kloeckera apiculata
Kloeckera apiculata è un lievito così definito per la caratteristica forma a limone, esso è stato molto studiato per le sue implicazioni soprattutto relative all'enologia e alla microbiologia enologica, in quanto è molto presente sulle uve ed è uno dei principali responsabili della fermentazione spontanea dei mosti.
È poco apprezzato in campo enologico per via di alcune sue caratteristiche fisiologiche: l'alta produzione in acido acetico, la scarsa resa fermentativa (% di glucosio fermentato a etanolo) e la scarsa tolleranza all'etanolo (a tenori di 4% di alcol in volume le popolazioni di Klockera apiculata crollano in numero).
Per tali motivi si preferisce bloccare l'azione del Kloeckera apiculata mediante solfitazione immediata sui mosti, seguita da un inoculo con un lievito dalle caratteristiche tecnologiche migliori quale Saccharomyces cerevisiae.